# Revue Banque
Revue Banque désigne  à la fois le Groupe Revue Banque (ou Groupe RB), groupe de presse spécialisé dans le secteur bancaire et financier, et une de ses revues phares, Revue Banque.

## Histoire
C’est en 1926 que paraît le premier numéro de Banque, le nom d'origine de la revue. En 1937, son fondateur cède le titre à l’Union syndicale des banquiers de Paris et de province, aïeule de l’Association française des banques (AFB) et de la Fédération bancaire française (FBF).
Au fil de son histoire, contenu et maquette évoluent : Banque devient Banque magazine en 1999 puis, en 2005, Revue Banque.
À partir des années 80, l’activité se diversifie dans les domaines de l’édition de livres (1978) puis de la librairie, de la presse :
- Création du titre Banque & Stratégie en 1984,
- Création de Banque & Droit en 1988,
- Lancement de Banque & Marchés en 1992), cédé en 2017.
- Enfin développement de la formation (1995) avec, en particulier, la création du Club Banque.

La création des marques RB Presse, RB Édition, RB e-librairie, RB Séminaires à partir de 2009 témoigne du développement des activités du groupe Revue Banque.
Le groupe propose une première offre numérique sur Internet en 2004 puis lance sa librairie en ligne en 2007. Le groupe Revue Banque est une SARL avec pour actionnaire principal la Fédération bancaire française (FBF). La dernière version du site internet  www.revue-banque.fr date de 2011.
En août 2021, le groupe annonce une restructuration de ses activités avec le licenciement de 9 de ses 17 employés, avec l'arrêt de son activité d'édition, tout en continuant de publier ses revues.

## Les revues
Revue Banque publie 3 revues spécialisées dans le domaine bancaire :
- Revue Banque (mensuel) est destiné aux professionnels de la banque et de la finance.
- Banque & Stratégie (mensuel) présente un dossier de prospective bancaire et financière.
- Banque & Droit (bimestriel), revue juridique, présente la pratique du droit bancaire français et européen.

## Les autres activités

### RB Séminaires
Le département Séminaires propose différents types de formations :
- Le Club Banque passe en revue l’actualité de la profession sous un angle technique et pratique.
- Les Rencontres Banque & Droit constituent un cycle de 4 formations permettant aux banquiers, juristes et avocats de se former et d’échanger sur des thématiques communes. Les sujets réglementaires sont privilégiés.
- Les Ateliers répondent à des problématiques de terrain.
- Les Rendez-vous Banque Assurance permettent d’explorer des thématiques transversales ou communes entre les secteurs bancaire et de l’assurance et de mobiliser les deux communautés professionnelles.
- Les Conférences sont des rencontres concernant des grands sujets transversaux : la conformité, la clôture des comptes annuels, la directive MIF…

### RB Formation
Destinées aux responsables du secteur de la banque, de l’assurance et de la finance et leurs équipes, ces formations s’adressent également à ceux qui, au sein des grandes entreprises, sont leurs interlocuteurs. Ces formations sont courtes (une à deux journées), en présentiel avec un effectif limité,  pour comprendre les enjeux du secteur et maîtriser les procédures opérationnelles et organisationnelles à mettre en œuvre.

### Workshop (R)évolution digitale
Un événement thématique d'une ou deux journées, durant lequel les acteurs majeurs français et européens de la banque, finance, assurance,viennent partager leurs visions prospectives et confronter leurs points de vue autour de tables rondes ou keynotes. L'édition 2017 a, par exemple, été consacrée à l'open bank et l'instant payment.

### RB édition
Le groupe Revue Banque édite une vingtaine d’ouvrages par an sous la marque  RB Édition avec des auteurs, praticiens et universitaires, experts dans les domaines financiers et juridiques.
Le catalogue RB Édition se développe autour de différentes collections : Les Essentiels de la Banque et de la Finance, Profession Banquier, Master, Droit et Fiscalité, Marchés et Finance, Comptabilité et Contrôle, Techniques bancaires.

### RB e-librairie
Cette librairie spécialisée sélectionne les nouveautés dans les domaines bancaire, financier, juridique et économique et présente les ouvrages de RB Édition.

### La Bibliothèque Numérique de la Banque et de la finance, en partenariat avec Cyberlibris
La bibliothèque numérique de la banque et de la finance rassemble des ouvrages numériques de qualité, provenant de plus de 120 éditeurs, afin de constituer un centre de ressources pour les professionnels.